# Ashley Twichell
Ashley Grace Twichell, née le 16 juin 1989 est une nageuse américaine, spécialisée dans les épreuves de nage en eau libre.

## Palmarès

### Championnats du monde
- Championnats du monde 2011 à Shanghai (Chine) :
  -  Médaille de bronze du 5 km en eau libre
  -  Médaille d'or du 5 km en eau libre par équipes

- Championnats du monde 2017 à Budapest (Hongrie) :
  -  Médaille d'or du 5 km en eau libre

- Championnats du monde 2019 à Gwangju (Corée du Sud) :
  -  Médaille de bronze du 5 km en eau libre par équipes

### Jeux panaméricains
- Jeux panaméricains de 2011 à Guadalajara (Mexique) : 
  -  Médaille d'argent au 800 m nage libre.